# Roswell P. Flower
Roswell Pettibone Flower (Theresa, 7 agosto 1835 – Eastport, 12 maggio 1899) è stato un politico statunitense, governatore dello Stato di New York tra il 1892 e il 1894.

## Biografia
Fu vicedirettore dell'ufficio postale di Watertown (New York) tra il 1854 e il 1860, anno in cui aprì con un socio una gioielleria. Nel 1869 Henry Keep, la cui moglie era sorella della moglie di Flower, morendo, gli affidò la gestione del suo patrimonio di quattro milioni di dollari, portandolo a trasferirsi a New York, dove condusse affari tanto buoni da portarlo a fondare una banca, R. P. Flower & Co.
Nel 1881 fu eletto alla Camera dei Rappresentanti come Democratico, per concludere il mandato di Levi P. Morton, nominato ambasciatore in Francia. Fu eletto ancora nel 1890; rieletto due anni dopo, lasciò la carica per candidarsi a governatore. Fu l'ultimo governatore ad essere eletto per un mandato di tre anni.